# Onthophagus ginyunensis
Onthophagus ginyunensis är en skalbaggsart som beskrevs av Vsetecka 1942. Onthophagus ginyunensis ingår i släktet Onthophagus och familjen bladhorningar. Inga underarter finns listade i Catalogue of Life.